# كو سو يونغ
كو سو يونغ (بالكورية: 고소영)‏ هي ممثلة كورية جنوبية. ولدت يوم 6 أكتوبر 1972 في سول في كوريا الجنوبية.

## روابط خارجية
- كو سو يونغ على موقع IMDb (الإنجليزية)
- كو سو يونغ على موقع قاعدة بيانات الفيلم (الإنجليزية)